# 사키야 세이이치
사키야 세이이치(일본어: 崎谷 誠一, 1950년 12월 1일 ~ )는 일본의 전 축구 선수이다.

## 국가대표팀 경력
그는 1971년 하계 올림픽 예선에 참가할 일본 국가대표팀에 발탁되었으며, 9월 27일 대한민국와의 경기에서 데뷔했다. 그는 1972년까지 국제 A매치 통산 3경기에 출전했다.

## 통계
| 일본 | 일본 | 일본 |
| 연도 | 출전 | 득점 |
| ---- | ---- | ---- |
| 1971 | 2    | 0    |
| 1972 | 1    | 0    |
| 통산 | 3    | 0    |